# Кривенко, Александр Васильевич
Алекса́ндр Васи́льевич Криве́нко (укр. Олекса́ндр Васи́льович Криве́нко; род. 20 апреля 1958, Глинск, Кировоградская область) — украинский военачальник. Первый заместитель командующего Национальной гвардией Украины — начальник штаба. Генерал-лейтенант.

## Биография
Родился 20 апреля 1958 года в селе Глинск Новогеоргиевского района Кировоградской области.
В 1979 году окончил Омское высшее общевойсковое командное дважды Краснознаменное училище имени М. В. Фрунзе с золотой медалью. Проходил службу в Вооружённых силах СССР, Национальной гвардии Украины, Внутренних войсках МВД Украины. Прошёл путь от командира взвода до заместителя командующего Внутренних войск МВД Украины.
В 1999 году окончил Национальную академию внутренних дел Украины с отличием.
В июне 2012 года назначен заместителем начальника Главного управления — командующего Внутренних войск — начальником штаба.
18 апреля 2014 года Указом Президента Украины, назначен первым заместителем командующего Национальной гвардии Украины 23 августа 2014 года присвоено воинское звание генерал-лейтенанта. С 14 октября 2014 по 6 февраля 2015 года и. о. командующего Национальной гвардии Украины.
10 ноября 2018 года Указом Президента Украины освобождён от должности первого заместителя командующего НГУ.
Является автором многих публикаций и учебных пособий.